# Madagaskarweber
Der Madagaskarweber (Foudia madagascariensis) ist eine Art aus der Familie der Webervögel (Ploceidae) und der häufigste Vogel auf Madagaskar. Er lebt in fast allen Regionen der Insel, in landwirtschaftlich genutzten Gebieten, in Savannen, in Städten und im Dornbuschwald im Südwesten. Nur dichte Wälder scheint er zu meiden. In den Bergen geht er in Höhen bis zu 2450 Metern. Vom Menschen wurde der anpassungsfähige Webervogel auf den Komoren, Réunion, Mauritius, Rodrigues, den Seychellen, dem Chagos-Archipel, den Amiranten und auf St. Helena im Südatlantik eingeführt. Außerhalb der Brutzeit leben die Vögel in großen Schwärmen.

## Merkmale

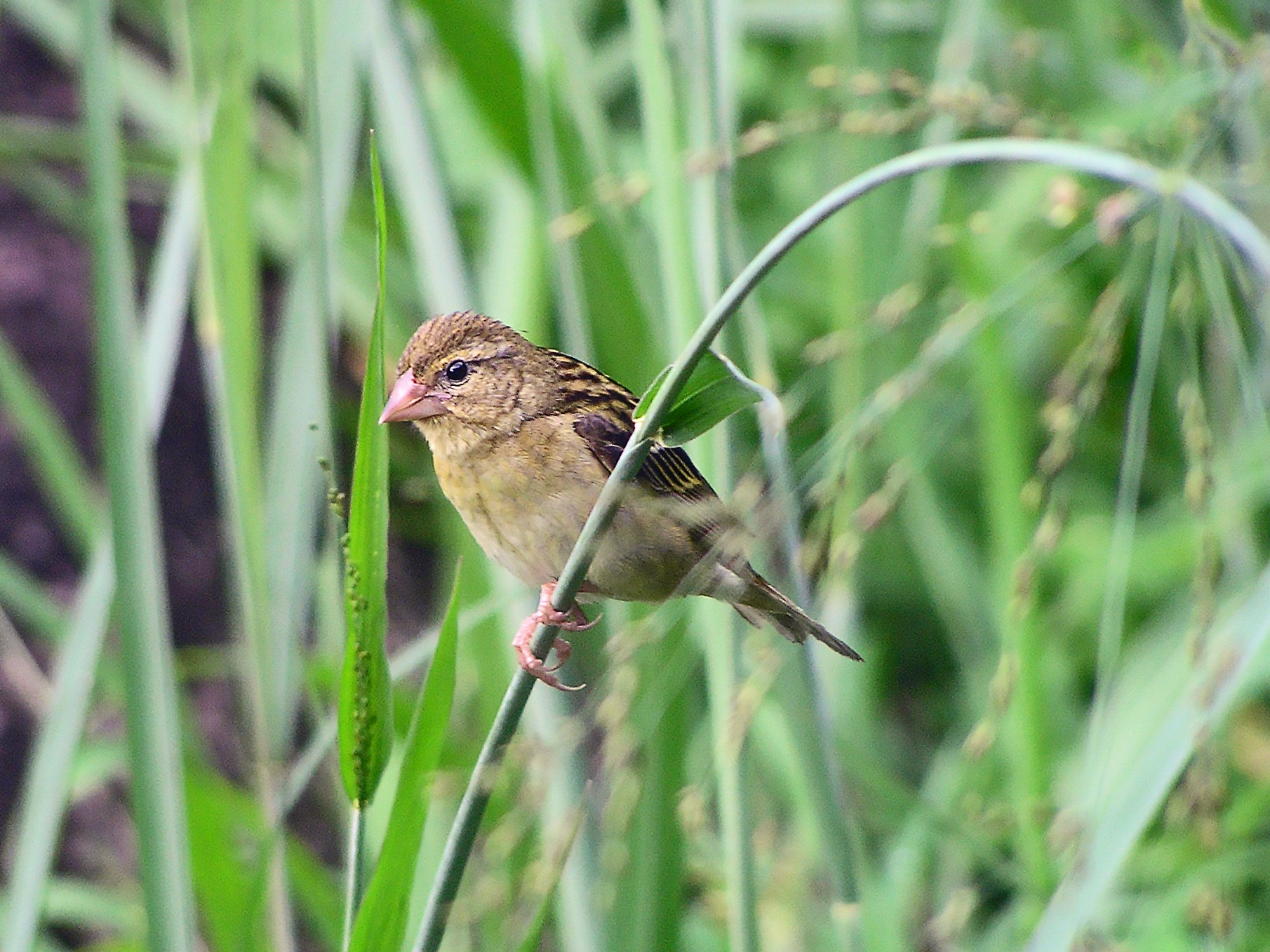
Weibchen

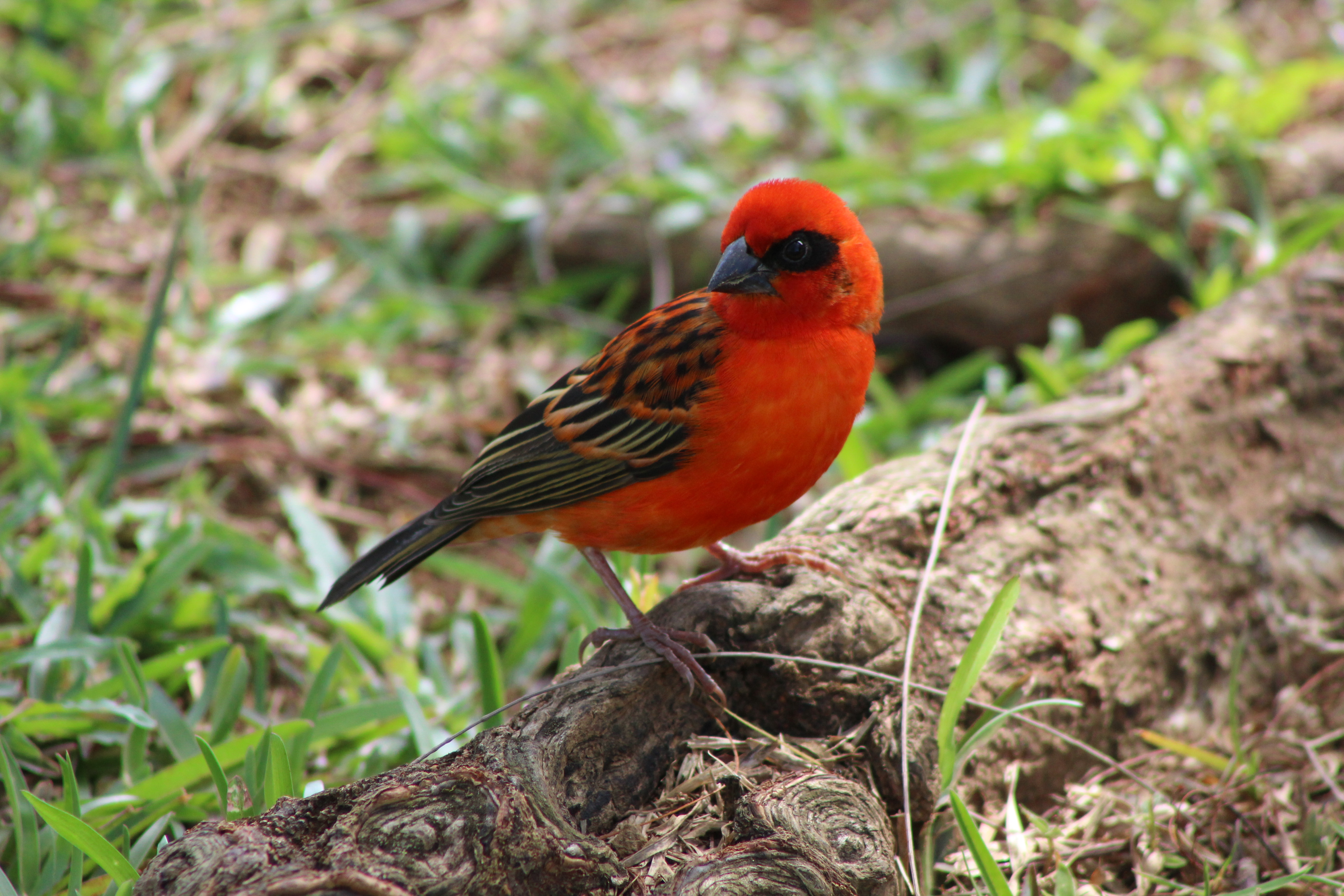
Männchen im Prachtkleid

Bei den Madagaskarwebern haben Männchen und Weibchen ein unterschiedliches Aussehen. Weibliche Tiere und Jungvögel haben ein schlichtes olivbraunes Federkleid, einen hornfarbenen Schnabel und ähneln einem Sperling. Männliche Vögel sind orange oder gelb mit olivbraunen Flügeldecken und Schwanzfedern. Zur Brutzeit werden sie leuchtend rot. Ihr Schnabel ist schwarz. Die Vögel werden ca. 12,5 Zentimeter lang und 14 bis 19 Gramm schwer.

## Fortpflanzung

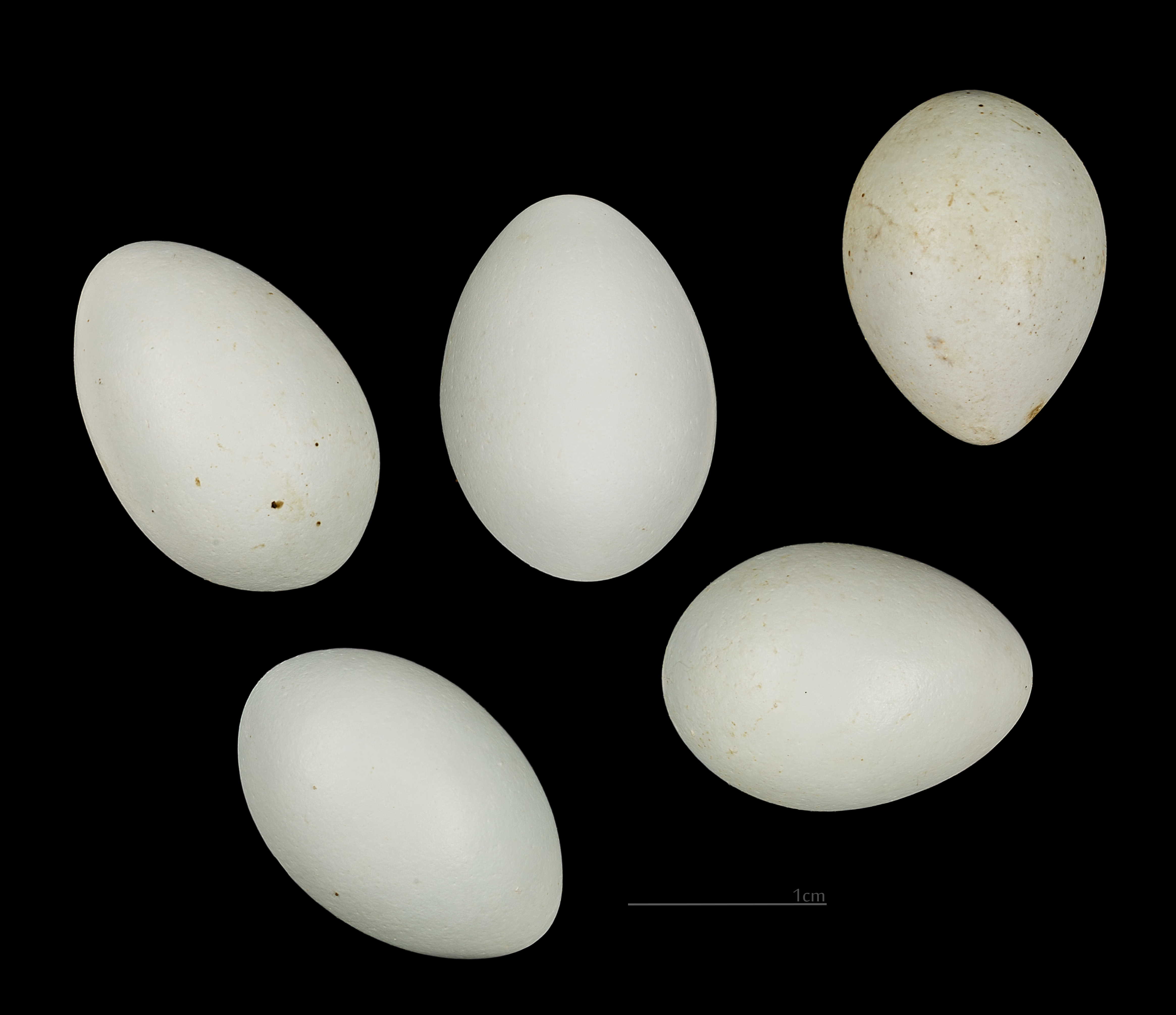
Foudia madagascariensis

Madagaskarweber brüten von September bis Mai. Sie geben dann ihr geselliges Leben auf, bilden Paare und die Männchen verteidigen ein Revier mit einem Radius von etwa 20 Metern. Ihr Nest bauen sie bis in Höhen von 8 Metern in hohen Gräsern, Sträuchern, in Bäumen, oder an den Mittelrippen von Palmenblättern. Das Gelege besteht aus drei (2–4) Eiern. Nur das Weibchen brütet. Nach 11 bis 14 Tagen schlüpfen die Jungen und verlassen das Nest nach 15 bis 16 Tagen. An der Fütterung beteiligen sich beide Eltern. In Gefangenschaft gehaltene Vögel hatten bis zu drei Bruten in vier Monaten, so dass man annimmt, dass frei lebende Tiere mindestens zweimal in einer Saison brüten.

## Ernährung

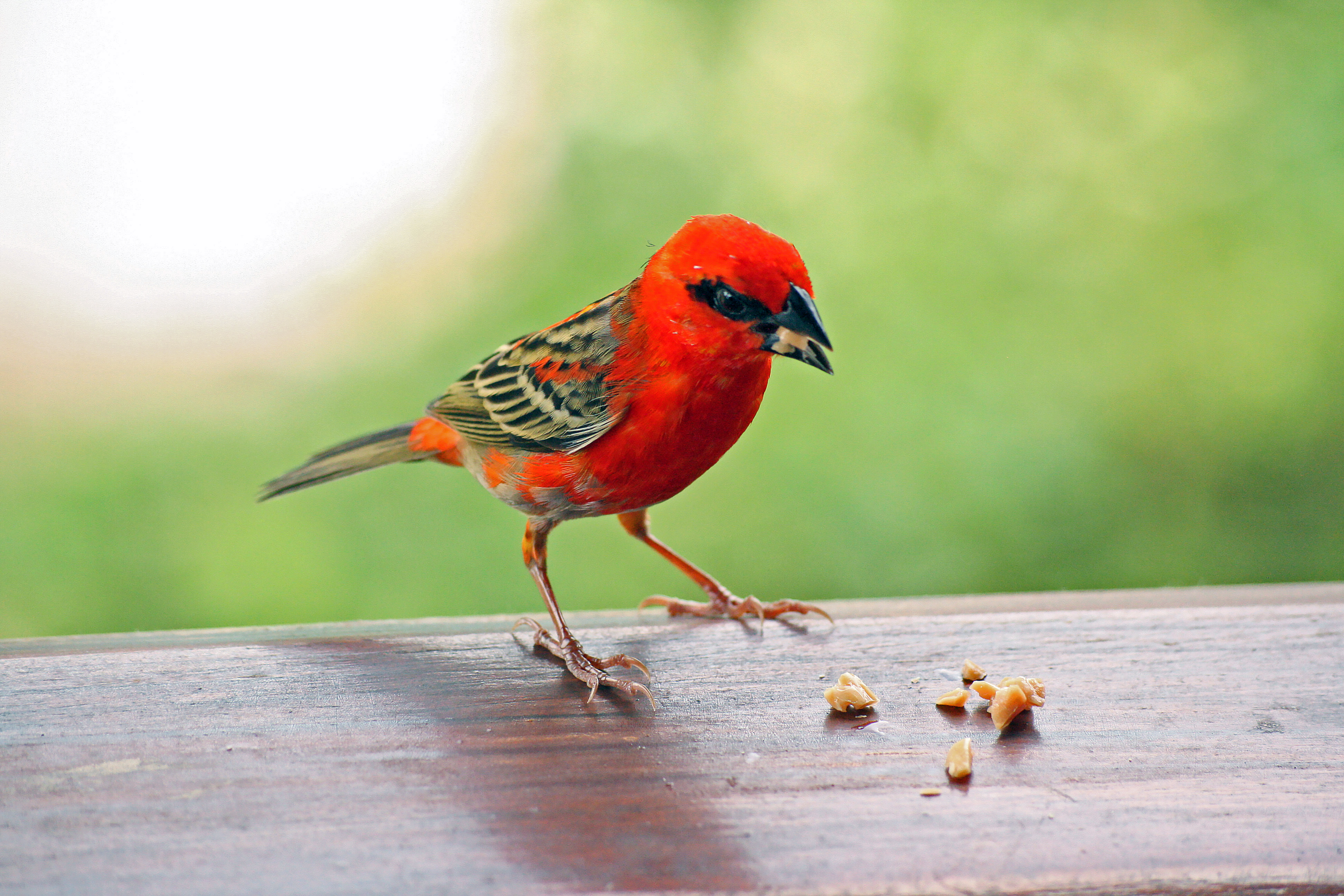
Madagaskarweber beim Fressen

Madagaskarweber ernähren sich von allerlei Sämereien, z. B. von Rispenhirse (Panicum) oder von Lampenputzergräsern (Pennisetum), außerdem von Insekten, Spinnen und von Blütennektar. In Gegenden, in denen Reis angebaut wird, fressen sie hauptsächlich diese Getreideart. Sie fallen in  Schwärmen von Hunderten von Vögeln in die Felder ein und verursachen große Ernteschäden.